# Sceloporus edwardtaylori
Sceloporus edwardtaylori (колюча ігуана Тейлора) — вид ігуаноподібних ящірок родини фриносомових (Phrynosomatidae). Ендемік Мексики. Вид названий на честь американського герпетолога Едварда Харрісона Тейлора.

## Поширення і екологія
Колючі ігуани Тейлора мешкають в прибережних районах в районі затоки Теуантепек, в штаті Оахака та на крайньому заході штату Чіапас. Вони живуть в сухих тропічних лісах і чагарникових заростях, де трапляються в тріщинах серед скель. Зустрічаються на висоті до 750 м над рівнем моря. Відкладають яйця.